# Atkinson, Illinois
Atkinson là một thị trấn thuộc quận Henry, tiểu bang Illinois, Hoa Kỳ. Năm 2010, dân số của thị trấn chưa hợp nhất này là 972 người.

## Dân số
Dân số qua các năm:
- Năm 2000: 1001 người.
- Năm 2010: 972 người.